# Teegarden b
Тігарден b (Teegarden b) — екзопланета, одна з двох планет на орбіті в межах зони, придатною для життя Зорі Тігардена, розташованої близько в 12 світових роках від Сонячної системи. Це четверта по розташованості від Сонця потенційно придатна для життя екзопланета. Показник його Індексу подібності Землі оцінюється в 95 %, що є найвищим показником серед усіх виявлених небесних тіл після Землі.

### Характеристики
Згідно з моделюваннями, ймовірність того, що умови на Teagarden b збігаються з наземними, становить 60 %. Це означає, що в ньому є вода в рідкому вигляді, помірні температури і погодні умови. Якщо це так, то планета має високі шанси на появу складного органічного життя. Приблизна середня температура на ньому, на оцінку вчених, становить 28 °C. Зірка Тігардена — тьмяний червоний карлик, але планета Тігарден b ближче до своєї зірки, ніж Меркурій до Сонця. Планета робить повний оборот навколо зірки менш ніж за 5 днів.

### Факти проти виникнення життя на планеті
Планета звернена однією стороною до своєї зірки. Вона має потужний приливний зв'язок, до якого відомі наземні живі організми навряд чи змогли б пристосуватися. Через це клімат на планеті може бути з вкрай розсіяними температурами, що в свою чергу перешкоджає виникненню складних форм життя. Ймовірно, на планеті немає радіаційного поясу Ван Аллена. Саме цей пояс стримує космічну радіацію і робить можливим життя на Землі.
Зірка планети — червоний карлик. На зірках такого типу регулярно відбуваються потужні спалахи, які, з огляду на близькість планети, зруйнували б атмосферу Тігардена б. Якщо це так, то планета не має захисту навіть для найпростіших організмів від руйнівного впливу променів.